# 1401
Portal Geschichte | Portal Biografien | Aktuelle Ereignisse | Jahreskalender | Tagesartikel

◄ |
14. Jahrhundert |
15. Jahrhundert
| 16. Jahrhundert | ►

◄ |
1370er |
1380er |
1390er |
1400er
| 1410er | 1420er | 1430er | ►

◄◄ |
◄ |
1397 |
1398 |
1399 |
1400 |
1401
| 1402 | 1403 | 1404 | 1405 | ► | ►►
Staatsoberhäupter  · Nekrolog   · Musikjahr
| Januar | Januar | Januar | Januar | Januar | Januar | Januar | Januar |
| Kw     | Mo     | Di     | Mi     | Do     | Fr     | Sa     | So     |
| ------ | ------ | ------ | ------ | ------ | ------ | ------ | ------ |
| 53     |        |        |        |        |        | 1      | 2      |
| 1      | 3      | 4      | 5      | 6      | 7      | 8      | 9      |
| 2      | 10     | 11     | 12     | 13     | 14     | 15     | 16     |
| 3      | 17     | 18     | 19     | 20     | 21     | 22     | 23     |
| 4      | 24     | 25     | 26     | 27     | 28     | 29     | 30     |
| 5      | 31     |        |        |        |        |        |        |

| Februar | Februar | Februar | Februar | Februar | Februar | Februar | Februar |
| Kw      | Mo      | Di      | Mi      | Do      | Fr      | Sa      | So      |
| ------- | ------- | ------- | ------- | ------- | ------- | ------- | ------- |
| 5       |         | 1       | 2       | 3       | 4       | 5       | 6       |
| 6       | 7       | 8       | 9       | 10      | 11      | 12      | 13      |
| 7       | 14      | 15      | 16      | 17      | 18      | 19      | 20      |
| 8       | 21      | 22      | 23      | 24      | 25      | 26      | 27      |
| 9       | 28      |         |         |         |         |         |         |

| März | März | März | März | März | März | März | März |
| Kw   | Mo   | Di   | Mi   | Do   | Fr   | Sa   | So   |
| ---- | ---- | ---- | ---- | ---- | ---- | ---- | ---- |
| 9    |      | 1    | 2    | 3    | 4    | 5    | 6    |
| 10   | 7    | 8    | 9    | 10   | 11   | 12   | 13   |
| 11   | 14   | 15   | 16   | 17   | 18   | 19   | 20   |
| 12   | 21   | 22   | 23   | 24   | 25   | 26   | 27   |
| 13   | 28   | 29   | 30   | 31   |      |      |      |

| April | April | April | April | April | April | April | April |
| Kw    | Mo    | Di    | Mi    | Do    | Fr    | Sa    | So    |
| ----- | ----- | ----- | ----- | ----- | ----- | ----- | ----- |
| 13    |       |       |       |       | 1     | 2     | 3     |
| 14    | 4     | 5     | 6     | 7     | 8     | 9     | 10    |
| 15    | 11    | 12    | 13    | 14    | 15    | 16    | 17    |
| 16    | 18    | 19    | 20    | 21    | 22    | 23    | 24    |
| 17    | 25    | 26    | 27    | 28    | 29    | 30    |       |

| Mai | Mai | Mai | Mai | Mai | Mai | Mai | Mai |
| Kw  | Mo  | Di  | Mi  | Do  | Fr  | Sa  | So  |
| --- | --- | --- | --- | --- | --- | --- | --- |
| 17  |     |     |     |     |     |     | 1   |
| 18  | 2   | 3   | 4   | 5   | 6   | 7   | 8   |
| 19  | 9   | 10  | 11  | 12  | 13  | 14  | 15  |
| 20  | 16  | 17  | 18  | 19  | 20  | 21  | 22  |
| 21  | 23  | 24  | 25  | 26  | 27  | 28  | 29  |
| 22  | 30  | 31  |     |     |     |     |     |

| Juni | Juni | Juni | Juni | Juni | Juni | Juni | Juni |
| Kw   | Mo   | Di   | Mi   | Do   | Fr   | Sa   | So   |
| ---- | ---- | ---- | ---- | ---- | ---- | ---- | ---- |
| 22   |      |      | 1    | 2    | 3    | 4    | 5    |
| 23   | 6    | 7    | 8    | 9    | 10   | 11   | 12   |
| 24   | 13   | 14   | 15   | 16   | 17   | 18   | 19   |
| 25   | 20   | 21   | 22   | 23   | 24   | 25   | 26   |
| 26   | 27   | 28   | 29   | 30   |      |      |      |

| Juli | Juli | Juli | Juli | Juli | Juli | Juli | Juli |
| Kw   | Mo   | Di   | Mi   | Do   | Fr   | Sa   | So   |
| ---- | ---- | ---- | ---- | ---- | ---- | ---- | ---- |
| 26   |      |      |      |      | 1    | 2    | 3    |
| 27   | 4    | 5    | 6    | 7    | 8    | 9    | 10   |
| 28   | 11   | 12   | 13   | 14   | 15   | 16   | 17   |
| 29   | 18   | 19   | 20   | 21   | 22   | 23   | 24   |
| 30   | 25   | 26   | 27   | 28   | 29   | 30   | 31   |

| August | August | August | August | August | August | August | August |
| Kw     | Mo     | Di     | Mi     | Do     | Fr     | Sa     | So     |
| ------ | ------ | ------ | ------ | ------ | ------ | ------ | ------ |
| 31     | 1      | 2      | 3      | 4      | 5      | 6      | 7      |
| 32     | 8      | 9      | 10     | 11     | 12     | 13     | 14     |
| 33     | 15     | 16     | 17     | 18     | 19     | 20     | 21     |
| 34     | 22     | 23     | 24     | 25     | 26     | 27     | 28     |
| 35     | 29     | 30     | 31     |        |        |        |        |

| September | September | September | September | September | September | September | September |
| Kw        | Mo        | Di        | Mi        | Do        | Fr        | Sa        | So        |
| --------- | --------- | --------- | --------- | --------- | --------- | --------- | --------- |
| 35        |           |           |           | 1         | 2         | 3         | 4         |
| 36        | 5         | 6         | 7         | 8         | 9         | 10        | 11        |
| 37        | 12        | 13        | 14        | 15        | 16        | 17        | 18        |
| 38        | 19        | 20        | 21        | 22        | 23        | 24        | 25        |
| 39        | 26        | 27        | 28        | 29        | 30        |           |           |

| Oktober | Oktober | Oktober | Oktober | Oktober | Oktober | Oktober | Oktober |
| Kw      | Mo      | Di      | Mi      | Do      | Fr      | Sa      | So      |
| ------- | ------- | ------- | ------- | ------- | ------- | ------- | ------- |
| 39      |         |         |         |         |         | 1       | 2       |
| 40      | 3       | 4       | 5       | 6       | 7       | 8       | 9       |
| 41      | 10      | 11      | 12      | 13      | 14      | 15      | 16      |
| 42      | 17      | 18      | 19      | 20      | 21      | 22      | 23      |
| 43      | 24      | 25      | 26      | 27      | 28      | 29      | 30      |
| 44      | 31      |         |         |         |         |         |         |

| November | November | November | November | November | November | November | November |
| Kw       | Mo       | Di       | Mi       | Do       | Fr       | Sa       | So       |
| -------- | -------- | -------- | -------- | -------- | -------- | -------- | -------- |
| 44       |          | 1        | 2        | 3        | 4        | 5        | 6        |
| 45       | 7        | 8        | 9        | 10       | 11       | 12       | 13       |
| 46       | 14       | 15       | 16       | 17       | 18       | 19       | 20       |
| 47       | 21       | 22       | 23       | 24       | 25       | 26       | 27       |
| 48       | 28       | 29       | 30       |          |          |          |          |

| Dezember | Dezember | Dezember | Dezember | Dezember | Dezember | Dezember | Dezember |
| Kw       | Mo       | Di       | Mi       | Do       | Fr       | Sa       | So       |
| -------- | -------- | -------- | -------- | -------- | -------- | -------- | -------- |
| 48       |          |          |          | 1        | 2        | 3        | 4        |
| 49       | 5        | 6        | 7        | 8        | 9        | 10       | 11       |
| 50       | 12       | 13       | 14       | 15       | 16       | 17       | 18       |
| 51       | 19       | 20       | 21       | 22       | 23       | 24       | 25       |
| 52       | 26       | 27       | 28       | 29       | 30       | 31       |          |

| Januar | Januar | Januar | Januar | Januar | Januar | Januar | Januar |
| Kw     | Mo     | Di     | Mi     | Do     | Fr     | Sa     | So     |
| ------ | ------ | ------ | ------ | ------ | ------ | ------ | ------ |
| 53     |        |        |        |        |        | 1      | 2      |
| 1      | 3      | 4      | 5      | 6      | 7      | 8      | 9      |
| 2      | 10     | 11     | 12     | 13     | 14     | 15     | 16     |
| 3      | 17     | 18     | 19     | 20     | 21     | 22     | 23     |
| 4      | 24     | 25     | 26     | 27     | 28     | 29     | 30     |
| 5      | 31     |        |        |        |        |        |        |

| Februar | Februar | Februar | Februar | Februar | Februar | Februar | Februar |
| Kw      | Mo      | Di      | Mi      | Do      | Fr      | Sa      | So      |
| ------- | ------- | ------- | ------- | ------- | ------- | ------- | ------- |
| 5       |         | 1       | 2       | 3       | 4       | 5       | 6       |
| 6       | 7       | 8       | 9       | 10      | 11      | 12      | 13      |
| 7       | 14      | 15      | 16      | 17      | 18      | 19      | 20      |
| 8       | 21      | 22      | 23      | 24      | 25      | 26      | 27      |
| 9       | 28      |         |         |         |         |         |         |

| März | März | März | März | März | März | März | März |
| Kw   | Mo   | Di   | Mi   | Do   | Fr   | Sa   | So   |
| ---- | ---- | ---- | ---- | ---- | ---- | ---- | ---- |
| 9    |      | 1    | 2    | 3    | 4    | 5    | 6    |
| 10   | 7    | 8    | 9    | 10   | 11   | 12   | 13   |
| 11   | 14   | 15   | 16   | 17   | 18   | 19   | 20   |
| 12   | 21   | 22   | 23   | 24   | 25   | 26   | 27   |
| 13   | 28   | 29   | 30   | 31   |      |      |      |

| April | April | April | April | April | April | April | April |
| Kw    | Mo    | Di    | Mi    | Do    | Fr    | Sa    | So    |
| ----- | ----- | ----- | ----- | ----- | ----- | ----- | ----- |
| 13    |       |       |       |       | 1     | 2     | 3     |
| 14    | 4     | 5     | 6     | 7     | 8     | 9     | 10    |
| 15    | 11    | 12    | 13    | 14    | 15    | 16    | 17    |
| 16    | 18    | 19    | 20    | 21    | 22    | 23    | 24    |
| 17    | 25    | 26    | 27    | 28    | 29    | 30    |       |

| Mai | Mai | Mai | Mai | Mai | Mai | Mai | Mai |
| Kw  | Mo  | Di  | Mi  | Do  | Fr  | Sa  | So  |
| --- | --- | --- | --- | --- | --- | --- | --- |
| 17  |     |     |     |     |     |     | 1   |
| 18  | 2   | 3   | 4   | 5   | 6   | 7   | 8   |
| 19  | 9   | 10  | 11  | 12  | 13  | 14  | 15  |
| 20  | 16  | 17  | 18  | 19  | 20  | 21  | 22  |
| 21  | 23  | 24  | 25  | 26  | 27  | 28  | 29  |
| 22  | 30  | 31  |     |     |     |     |     |

| Juni | Juni | Juni | Juni | Juni | Juni | Juni | Juni |
| Kw   | Mo   | Di   | Mi   | Do   | Fr   | Sa   | So   |
| ---- | ---- | ---- | ---- | ---- | ---- | ---- | ---- |
| 22   |      |      | 1    | 2    | 3    | 4    | 5    |
| 23   | 6    | 7    | 8    | 9    | 10   | 11   | 12   |
| 24   | 13   | 14   | 15   | 16   | 17   | 18   | 19   |
| 25   | 20   | 21   | 22   | 23   | 24   | 25   | 26   |
| 26   | 27   | 28   | 29   | 30   |      |      |      |

| Juli | Juli | Juli | Juli | Juli | Juli | Juli | Juli |
| Kw   | Mo   | Di   | Mi   | Do   | Fr   | Sa   | So   |
| ---- | ---- | ---- | ---- | ---- | ---- | ---- | ---- |
| 26   |      |      |      |      | 1    | 2    | 3    |
| 27   | 4    | 5    | 6    | 7    | 8    | 9    | 10   |
| 28   | 11   | 12   | 13   | 14   | 15   | 16   | 17   |
| 29   | 18   | 19   | 20   | 21   | 22   | 23   | 24   |
| 30   | 25   | 26   | 27   | 28   | 29   | 30   | 31   |

| August | August | August | August | August | August | August | August |
| Kw     | Mo     | Di     | Mi     | Do     | Fr     | Sa     | So     |
| ------ | ------ | ------ | ------ | ------ | ------ | ------ | ------ |
| 31     | 1      | 2      | 3      | 4      | 5      | 6      | 7      |
| 32     | 8      | 9      | 10     | 11     | 12     | 13     | 14     |
| 33     | 15     | 16     | 17     | 18     | 19     | 20     | 21     |
| 34     | 22     | 23     | 24     | 25     | 26     | 27     | 28     |
| 35     | 29     | 30     | 31     |        |        |        |        |

| September | September | September | September | September | September | September | September |
| Kw        | Mo        | Di        | Mi        | Do        | Fr        | Sa        | So        |
| --------- | --------- | --------- | --------- | --------- | --------- | --------- | --------- |
| 35        |           |           |           | 1         | 2         | 3         | 4         |
| 36        | 5         | 6         | 7         | 8         | 9         | 10        | 11        |
| 37        | 12        | 13        | 14        | 15        | 16        | 17        | 18        |
| 38        | 19        | 20        | 21        | 22        | 23        | 24        | 25        |
| 39        | 26        | 27        | 28        | 29        | 30        |           |           |

| Oktober | Oktober | Oktober | Oktober | Oktober | Oktober | Oktober | Oktober |
| Kw      | Mo      | Di      | Mi      | Do      | Fr      | Sa      | So      |
| ------- | ------- | ------- | ------- | ------- | ------- | ------- | ------- |
| 39      |         |         |         |         |         | 1       | 2       |
| 40      | 3       | 4       | 5       | 6       | 7       | 8       | 9       |
| 41      | 10      | 11      | 12      | 13      | 14      | 15      | 16      |
| 42      | 17      | 18      | 19      | 20      | 21      | 22      | 23      |
| 43      | 24      | 25      | 26      | 27      | 28      | 29      | 30      |
| 44      | 31      |         |         |         |         |         |         |

| November | November | November | November | November | November | November | November |
| Kw       | Mo       | Di       | Mi       | Do       | Fr       | Sa       | So       |
| -------- | -------- | -------- | -------- | -------- | -------- | -------- | -------- |
| 44       |          | 1        | 2        | 3        | 4        | 5        | 6        |
| 45       | 7        | 8        | 9        | 10       | 11       | 12       | 13       |
| 46       | 14       | 15       | 16       | 17       | 18       | 19       | 20       |
| 47       | 21       | 22       | 23       | 24       | 25       | 26       | 27       |
| 48       | 28       | 29       | 30       |          |          |          |          |

| Dezember | Dezember | Dezember | Dezember | Dezember | Dezember | Dezember | Dezember |
| Kw       | Mo       | Di       | Mi       | Do       | Fr       | Sa       | So       |
| -------- | -------- | -------- | -------- | -------- | -------- | -------- | -------- |
| 48       |          |          |          | 1        | 2        | 3        | 4        |
| 49       | 5        | 6        | 7        | 8        | 9        | 10       | 11       |
| 50       | 12       | 13       | 14       | 15       | 16       | 17       | 18       |
| 51       | 19       | 20       | 21       | 22       | 23       | 24       | 25       |
| 52       | 26       | 27       | 28       | 29       | 30       | 31       |          |

## Ereignisse

### Politik und Weltgeschehen

#### Königskrönung Ruprechts

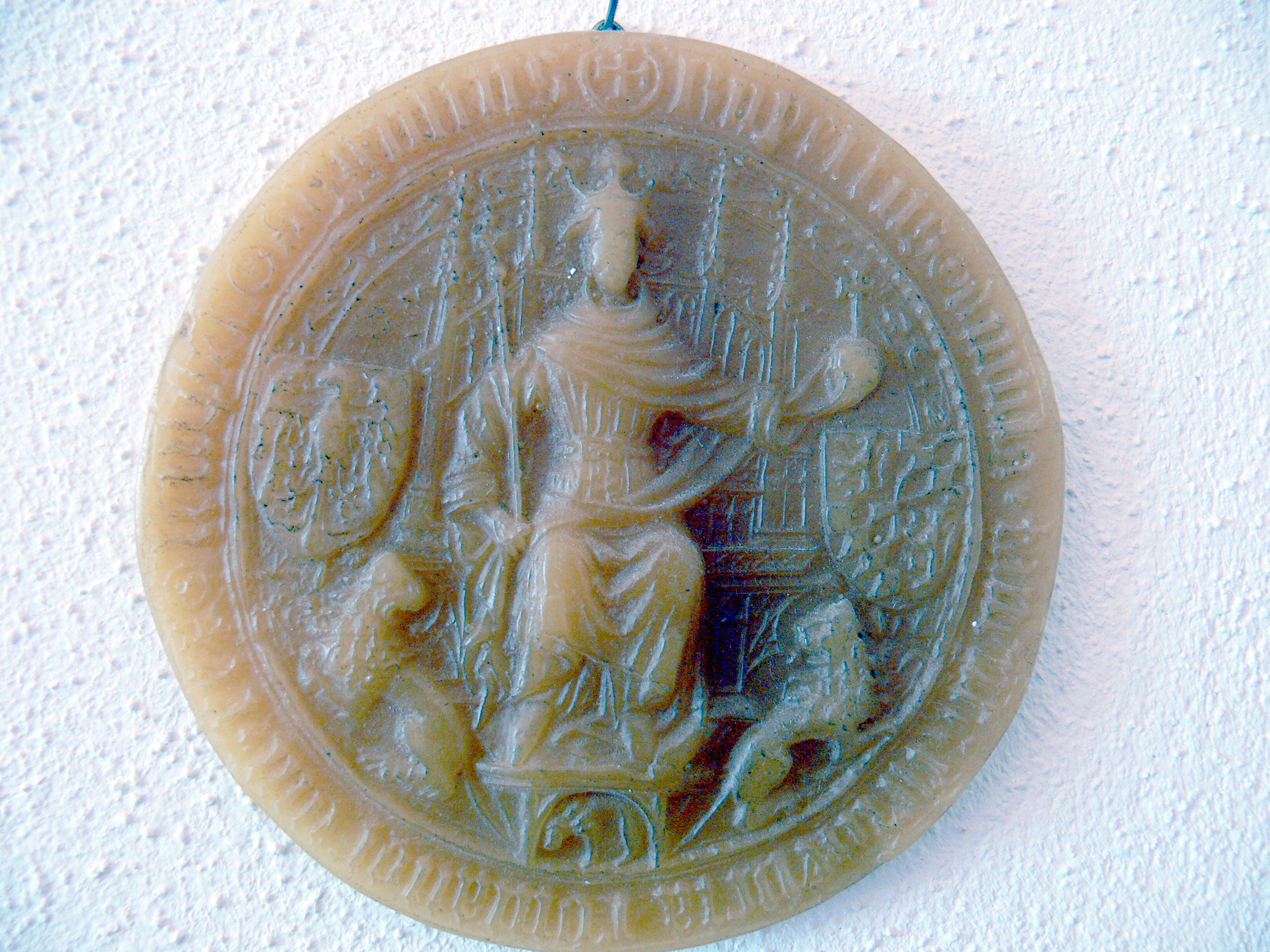
Siegel Ruprechts 1401

Der Kölner Erzbischof Friedrich III. von Saarwerden krönt den Pfälzer Kurfürsten Ruprecht aus dem Hause Wittelsbach am 6. Januar im Kölner Dom zum römisch-deutschen König. Die Städte Aachen und Frankfurt am Main, die auf der Seite des im Vorjahr von den Kurfürsten von Köln, Mainz und Trier gemeinsam mit Ruprecht abgewählten Königs Wenzel aus dem Hause Luxemburg stehen, haben dem neuen König zuvor das Öffnen der Tore verweigert.
Im Reich findet Ruprecht in den königsnahen Gebieten schnell Anerkennung, weil Wenzel nichts weiter unternimmt. Allerdings bleibt Ruprechts Wirkungskreis eng begrenzt. Insbesondere das mächtige Haus Luxemburg anerkennt seine Wahl nicht. In der Frage des Abendländischen Schismas hält er strikt zu Rom und befürwortet ein vom König einzuberufendes Konzil. Trotz dieser Unterstützung verweigert ihm Papst Bonifatius IX. die Anerkennung als König.
Ruprecht sieht sich mit mehreren Problemen konfrontiert: Das Reichsgut ist in den vergangenen Jahrzehnten immer mehr zusammengeschrumpft und Ruprechts eigene Hausmacht reicht nicht aus, um alle aufkommende Kosten zu decken. Aus diesem Grund unternimmt er einen Italienzug. Ruprecht kann allerdings kein großes Heer aufbieten, zumal Mailand unter Gian Galeazzo Visconti in Reichsitalien ein übermächtiger Gegner ist.

#### Appenzell
Fürstabt Kuno von Stoffeln versucht, zwar juristisch berechtigte aber außer Gebrauch gekommene Abgaben wieder vom Land Appenzell einzufordern, das seit dem Frühmittelalter der Fürstabtei St. Gallen untersteht. Dies weckt im Land Appenzell, aber auch in der Stadt St. Gallen Widerstand, der am 17. Januar in einem Bündnis zwischen der Stadt St. Gallen und den fünf Appenzeller Gemeinden Appenzell, Gais, Hundwil, Teufen und Urnäsch mündet. Der Konflikt zwischen beiden Parteien, aus dem sich in den nächsten Jahren die bis 1429 dauernden Appenzellerkriege entwickeln, dreht sich vornehmlich um die Rechte auf Freizügigkeit, Eheschließung, Vererb- und Veräußerbarkeit von Lehen der Abtei sowie um Jagd- und Fischereirechte.

#### Die Hanse und die Vitalienbrüder

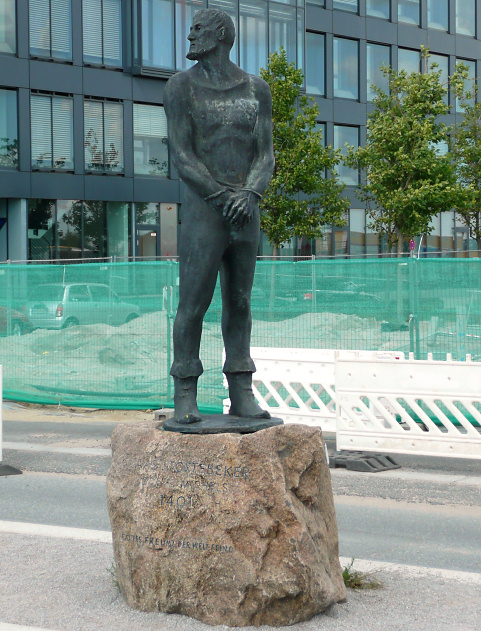
Störtebeker-Denkmal von Hansjörg Wagner in der HafenCity in Hamburg

- 22. April: Der Pirat Klaus Störtebeker wird von einem Verband hamburgischer Friedeschiffe unter Nikolaus Schocke und Hermann Lange, beide Hamburger Ratsherren und Englandfahrer, vor Helgoland gestellt, nach erbittertem Kampf gefangen genommen und auf der Hansekogge Bunte Kuh nach Hamburg gebracht.

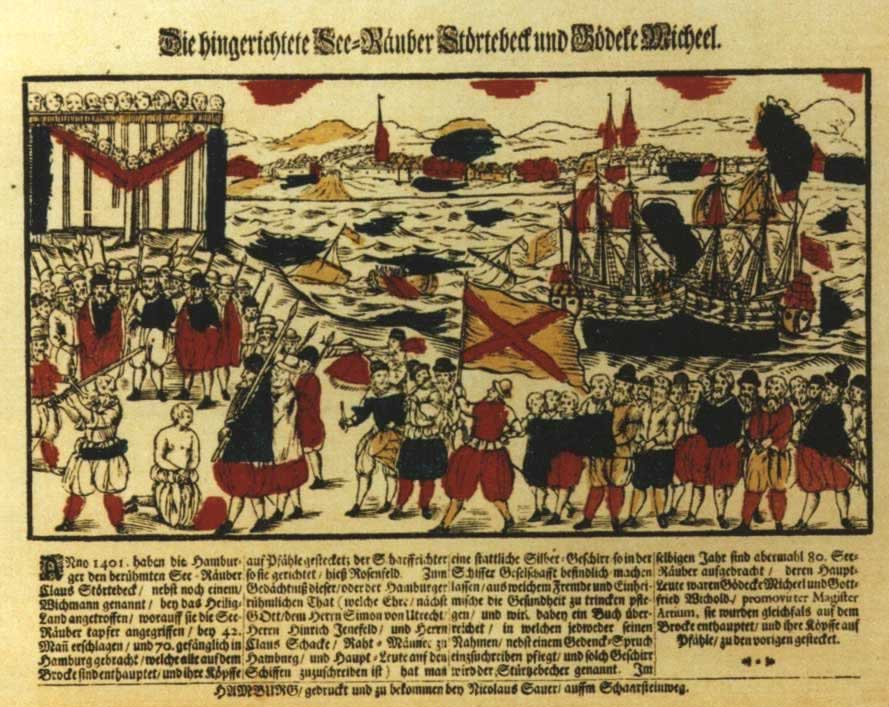
Hinrichtung von Klaus Störtebeker (links) und der Vitalienbrüder auf dem Grasbrook vor Hamburg auf einem Flugblatt von 1701

- 21. Oktober: In Hamburg werden Dutzende ehemaliger Vitalienbrüder, unter ihnen Klaus Störtebeker, Wichmann, Magister Wigbold und vermutlich auch Klaus Scheld, enthauptet und die Köpfe zur Abschreckung aufgespießt. Wenig später wird auch Gödeke Michels hingerichtet. Die historische Authentizität dieser Ereignisse ist allerdings strittig.

#### Südeuropa
- 25. Mai: Nach dem Tod von Königin Maria von Sizilien regiert ihr Mann Martin I. das Königreich alleine. Er steht dabei völlig unter dem Einfluss seines Vaters Martin I. von Aragon.
- Portugal erobert unter Dom João I. aus dem Haus Avis die Stadt Bragança vom Königreich Kastilien zurück, das dieses während der Revolution von 1383 vereinnahmt hat.

#### Asien
- 24. März: Die Mongolen unter Timur nehmen die Stadt Damaskus ein, scheitern aber mit der Belagerung der Zitadelle. Im Sommer erobert der Mongolenführer auch Bagdad und lässt dort ein Massaker an der Bevölkerung anrichten.
- Nach dem Tod von Saen Mueang Ma wird sein Sohn Sam Fang Kaen mit Hilfe seines Onkels Mun Lok achter König der Mengrai-Dynastie von Lan Na in Nordthailand. Sein älterer Bruder Thao Yikumkam, der Herrscher von Chiang Rai, versucht ihn mit Unterstützung des Königreichs Sukhothai zu stürzen, doch gelingt dieses Vorhaben nicht.

#### Urkundliche Ersterwähnungen
- Die ungarische Stadt Aszód wird erstmals urkundlich erwähnt.

### Wirtschaft
- 24. Januar: In Solingen erhalten Härter und Schleifer ein Zunftprivileg; dies wird zur Grundlage der weltberühmten Solinger Klingenindustrie.

### Gesellschaft
- 26. Dezember: Die Schiffergesellschaft in Lübeck wird als St. Nikolaus Bruderschaft gegründet Zu Hilfe und Trost der Lebenden und Toten und aller, die ihren ehrlichen Unterhalt in der Schifffahrt suchen.

### Religion
- Die von Hinrich Brunsberg erbaute Kirche St. Katharinen in Brandenburg an der Havel wird geweiht.
- Die Kirche St. Stephan in Gonsenheim bei Mainz wird erstmals urkundlich erwähnt.
- Das Kloster Salmannshofen wird zum Aussterbekloster.

## Geboren

### Geburtsdatum gesichert
- 27. März: Albrecht III., Herzog von Bayern-München († 1460)
- 12. Mai: Shōkō, Kaiser von Japan († 1428)
- 15. Juli: Jakobäa, Herzogin von Straubing-Holland († 1436)
- 23. Juli: Francesco I. Sforza, Gründer der Dynastie der Sforza in Mailand († 1466)
- 30. August: Georgios Sphrantzes, byzantinischer Geschichtsschreiber († zwischen 1477 und 1479)
- 9. September: Giovanni Antonio Orsini del Balzo, Fürst von Tarent, Herzog von Bari, Graf von Lecce, Acerra, Soleto und Conversano, Graf von Matera und Graf von Ugento († 1463)
- 27. Oktober: Katharina von Valois, auch Katharina von Frankreich, Stammmutter des englischen Hauses Tudor († 1437)
- 21. Dezember: Masaccio, italienischer Maler († 1428)

### Genaues Geburtsdatum unbekannt
- November: Ludovico Trevisan, italienischer Kardinal († 1465)
- Adolf VIII., Graf von Holstein und Stormarn und als Adolf I. Herzog von Schleswig († 1459)
- Karl I., Herzog von Bourbon und Auvergne († 1456)
- Nikolaus von Kues (Cusanus), deutscher Priester und Wissenschaftler († 1464)

### Geboren um 1401
- Jacques Daret, flämischer Maler († um 1468)

## Gestorben

### Erstes Halbjahr
- 21. Februar: Johannes Woepelitz, Bischof von Havelberg
- 5. Mai: Emecho II. von Cochem, deutscher Benediktiner und Abt in Brauweiler (* 1336)

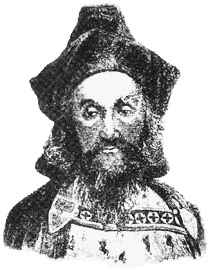
Wladyslaw von Oppeln

- 18. Mai: Wladislaus II., Erbherzog von Oppeln und königlicher Statthalter in Polen und Rothreußen, Palatin von Ungarn (* 1326/1332)
- 25. Mai: Erich III., Herzog von Sachsen-Lauenburg
- 25. Mai: Maria von Sizilien, Königin von Sizilien, Herzogin von Athen und Neopatria (* 1362)
- 26. Mai: Andreas Franchi, italienischer Dominikaner, Bischof von Lucca, Orvieto und Pistoia (* 1335)

### Zweites Halbjahr
- 19. Juli: Wilhelm Freseken, Propst des Stifts Meschede, Kanoniker in Soest, Dompropst in Münster und Kanoniker in St. Aposteln in Köln
- 27. September: Michael von Prag, Prior der Kartausen Prag, Aggsbach und Geirach in der Untersteiermark sowie Visitator der oberdeutschen Ordensprovinz
- 19. Oktober: John Charlton, anglo-walisischer Marcher Lord (* 1362)
- verm. 21. Oktober: Klaus Störtebeker, deutscher Seeräuber und Anführer der Vitalienbrüder/Likedeeler (* 1360)
- verm. 21. Oktober: Wichmann, deutscher Seeräuber und Anführer der Vitalienbrüder/Likedeeler
- nach dem 21. Oktober: Gödeke Michels, deutscher Seeräuber und Anführer der Vitalienbrüder
- nach dem 21. Oktober: Magister Wigbold, deutscher Seeräuber und Anführer der Vitalienbrüder (* 1365)
- Oktober: Annabella Drummond, Königin von Schottland (* um 1350)
- 26. November: Friedrich XI., Graf von Hohenzollern
- Dezember: Pietro Pileo di Prata, italienischer Graf, Bischof von Treviso, Kardinal und päpstlicher Diplomat (* um 1330)

### Genaues Todesdatum unbekannt
- Arnaud-Amanieu d’Albret, französischer Adeliger und Söldner, Sire von Albret und Nérac, Vizegraf von Tartas und Graf von Dreux (* 1338)
- Thomas de Beauchamp, englischer Adeliger, Gegenspieler von Richard II. (* um 1338)
- Willer Crowell, Abt des Klosters Oldenstadt und Vorsteher der Lüneburger Kanzlei
- Engelbert III., Graf von Ziegenhain und Nidda
- Michele di Lando, Florentiner Tucharbeiter und Aufständischer (* 1343)
- Thomas Morkerke, Bürgermeister von Lübeck (* um 1330)
- Saen Mueang Ma, König von Lan Na in Nord-Thailand

### Gestorben um 1401
- Bartholomäus von Pisa, italienischer Franziskaner, Verfasser eines umfangreichen Werkes über Leben und Wundertätigkeit des Franziskus von Assisi (* um 1338)